# Cremastobaeus horvathi
Cremastobaeus horvathi är en stekelart som först beskrevs av Szabó 1966.  Cremastobaeus horvathi ingår i släktet Cremastobaeus och familjen Scelionidae. Inga underarter finns listade i Catalogue of Life.